# Municipio de Thomas (Kansas)
El municipio de Thomas (en inglés: Thomas Township) es un municipio ubicado en el condado de Ellsworth en el estado estadounidense de Kansas. En el año 2010 tenía una población de 53 habitantes y una densidad poblacional de 0,57 personas por km².

## Geografía
El municipio de Thomas se encuentra ubicado en las coordenadas 38°33′57″N 98°11′30″O / 38.56583, -98.19167. Según la Oficina del Censo de los Estados Unidos, el municipio tiene una superficie total de 93.66 km², de la cual 93,47 km² corresponden a tierra firme y (0,21 %) 0,19 km² es agua.

## Demografía
Según el censo de 2010, había 53 personas residiendo en el municipio de Thomas. La densidad de población era de 0,57 hab./km². De los 53 habitantes, el municipio de Thomas estaba compuesto por el 100 % blancos. Del total de la población el 0 % eran hispanos o latinos de cualquier raza.